# Lütfi Kırdar
Mehmet Lütfi Kırdar (15 de março de 1887 - 17 de fevereiro de 1961) foi um médico, funcionário público, político e ministro da Saúde e da Previdência Social.

## Política
Kırdar foi eleito deputado de Kütahya do Partido Popular Republicano em 1935. Em 1936, foi nomeado governador da província de Manisa. Em 5 de dezembro de 1938, Lütfi Kırdar tornou-se governador e prefeito da província de Istambul.